# Liste des évêques et archevêques de Douala
Pour un article plus général, voir Archidiocèse de Douala.
Liste des évêques et archevêques de l'archidiocèse de Douala

## Préfet apostolique
- 5 mai 1931 - 27 mai 1932 : Mathurin-Marie Le Mailloux, C.S.Sp., promu vicaire apostolique

## Vicaires apostoliques
- 27 mai 1932 - 17 décembre 1945 : Mathurin-Marie Le Mailloux, C.S.Sp.
- 12 décembre 1946 - 14 septembre 1955 : Pierre Bonneau, C.S.Sp., promu évêque

## Évêques
- 14 septembre 1955 - 27 janvier 1957 : Pierre Bonneau, C.S.Sp.
- 5 juillet 1957 - 29 août 1973 : Thomas Mongo
  - 12 décembre 1969 - 29 août 1973 : Simon Tonyé, évêque coadjuteur
- 29 août 1973 - 18 mars 1982 : Simon Tonyé, promu archevêque

## Archevêques
- 18 mars 1982 - 31 août 1991 : Simon Tonyé
- 31 août 1991 - 17 novembre 2009 : cardinal Christian Wiyghan Tumi
  - 3 novembre 2007 - 17 novembre 2009 : Samuel Kleda, archevêque coadjuteur
- depuis le 17 novembre 2009 : Samuel Kleda

## Évêques auxiliaires
- 21 octobre 1955 - 5 juillet 1957 : Thomas Mongo, nommé évêque de Douala
- 26 janvier 1987 - 22 mars 1993 : Simon-Victor Tonyé Bakot, nommé évêque d'Édéa
- 26 janvier 1987 - 11 novembre 1994 : Gabriel Simo, nommé évêque auxiliaire de Bafoussam
- 9 février 1999 - 15 octobre 2004 : Dieudonné Bogmis, nommé évêque d'Éséka

## Évêques originaires du diocèse
- Pierre-Célestin Nkou (1927-1983), évêque de Sangmélima
- Simon-Victor Tonyé Bakot (né en 1947), archevêque émérite de Yaoundé
- Joseph-Marie Ndi-Okalla (né en 1957), évêque de Mbalmayo
- François Achille Eyabi (né en 1961), évêque d'Éséka
- Marcellin-Marie Ndabnyemb (né en 1965), évêque de Batouri

## Sources
- L'Annuaire pontifical, sur le site http://www.catholic-hierarchy.org, à la page